# Steve Bloomer
Steve Bloomer  (Cradley, 20 de janeiro de 1874 - Derby, 16 de abril de 1938) foi um futebolista inglês, que atuava como atacante, e que foi um dos mais populares jogadores dos primórdios do futebol, sendo o segundo mais eficiente artilheiro de todos os tempos da liga inglesa depois de Jimmy Greaves com 336 gols em 530 partidas de campeonato com as camisas do Derby County e do Middlesbrough.
Iniciou a sua carreira no Derby County (equipe pela qual já havia atuado o pai) em 1892, com somente 18 anos. Com essa equipe seria por 5 ocasiões goleador da liga (1896,1897,1899,1901 e 1904), o que é até os nossos dias um recorde imbatível. No entanto não conseguiu nenhum título com o Derby, chegando a duas finais da FA Cup, em 1898 e 1899.
Em 1906 vai para o Middlesbrough, pela cifra de 750 libras esterlinas, uma fortuna para então no incipiente profissionalismo. Em 1910, volta para o Derby County.
Entre 1895 e 1907, Bloomer joga 23 partidas pelo English Team, registrando a incrível marca de 28 gols, tendo vencido 8 British Home Championship (Torneio Interbritânico).
Foi também um destacado jogador de beisebol, conquistando por três vezes o campeonato inglês desse esporte atuando pelo Derby County. Bloomer também trabalhou como técnico na Espanha e na Alemanha.